# Federale Vergadering (Tsjecho-Slowakije)
De Federale Vergadering (Tsjechisch: Federální shromáždění, Slowaaks: Federálne zhromaždenie) was het federale parlement van Tsjecho-Slowakije van 1 januari 1969 tot de opheffing van het land op 31 december 1992. Het tweekamerparlement was de hoogste wetgevende instantie van de republiek. Voor de Fluwelen Revolutie (1989) bezat het federale parlement geen werkelijke macht.
De twee kamers waren gelijkwaardig:
- Het Huis van het Volk (Sněmovna lidu) telde 150 leden[2] gekozen op basis van evenredige vertegenwoordiging. In 1992 hadden er 99 vertegenwoordigers van de Tsjechische republiek en 51 vertegenwoordigers van de Slowaakse republiek zitting in het Huis van het Volk.
- Het Huis van de Naties (Sněmovna národů) telde 150 leden. Zowel de Tsjechische als de Slowaakse republiek vaardigden elk 75 leden af naar het Huis van de Naties.

Elke kamer kende een eigen dagelijks bestuur bestaande uit drie tot zes leden; daarnaast was er een presidium samengesteld uit veertig leden van beide kamers.
Verkiezingen vonden plaats om de vijf jaar. Tijdens de communistische periode stemde men op kandidaten van de eenheidslijst van het Nationaal Front dat werd gedomineerd door de Communistische Partij van Tsjecho-Slowakije (KSČ). Wel kon iedere stemgerechtigde vier voorkeurskandidaten aankruisen op het stembiljet.

## Benamingen
| Naam                                                                    | Tsjechisch/ Slowaaks | Periode   |
| ----------------------------------------------------------------------- | --- | --------- |
| Federale Vergadering van de Tsjecho-Slowaakse Socialistische Republiek  | Federální shromáždění Československé socialistické republiky Federálne zhromaždenie Československej socialistickej republiky    | 1969–1990 |
| Federale Vergadering van de Tsjecho-Slowaakse Federale Republiek        | Federální shromáždění Československé federativní republiky Federálne zhromaždenie Česko-slovenskej federatívnej republiky       | 1990      |
| Federale Vergadering van de Tsjechische en Slowaakse Federale Republiek | Federální shromáždění České a Slovenské Federativní Republiky Federálne zhromaždenie Českej a Slovenskej Federatívnej Republiky | 1990–1992 |

## Overzicht verkiezingen
- Federale verkiezingen 1971
- Federale verkiezingen 1976
- Federale verkiezingen 1981
- Federale verkiezingen 1986
- Federale verkiezingen 1990
- Federale verkiezingen 1992

## Verwijzingen
Abchazië: Parlement · 
Albanië: Kuvendi · 
Andorra: Consell General de les Valls · 
Armenië: Azgayin Zhoghov · 
Azerbeidzjan: Milli Məclis · 
België: Federaal Parlement (Senaat en Kamer) · 
Bosnië en Herzegovina: Parlementarna Skupština · 
Bulgarije: Narodno Sobranie · 
Cyprus: Vouli ton Antiprosópon · 
Denemarken: Folketing · 
Duitsland: Bundestag (en Bundesrat) · 
Estland: Riigikogu · 
Finland: Eduskunta · 
Frankrijk: Parlement (Assemblée nationale en Sénat) · 
Georgië: Parlement · 
Griekenland: Vouli · 
Hongarije: Országgyűlés · 
Ierland: Oireachtas (Dáil en Seanad) · 
IJsland: Alþingi · 
Italië: Parlement (Kamer en Senaat) · 
Kazachstan: Parlamenti (Majilis en Senaat) · 
Kosovo: Assemblee · 
Kroatië: Sabor · 
Letland: Saeima · 
Liechtenstein: Landtag · 
Litouwen: Seimas · 
Luxemburg: Chambre · 
Macedonië: Sobranie · 
Malta: Il-Kamra · 
Moldavië: Parlamentul · 
Monaco: Conseil National · 
Montenegro: Skupština · 
Nagorno-Karabach: Azgayin Zhoghov · 
Nederland: Staten-Generaal (Eerste Kamer en Tweede Kamer) · 
Noord-Cyprus: Cumhuriyet Meclisi · 
Noorwegen: Storting · 
Oekraïne: Verchovna Rada · 
Oostenrijk: Nationalrat · 
Polen: Sejm (en Senat) · 
Portugal: Assembleia da Republica · 
Roemenië: Camera Deputaţilor · 
Rusland: Federatieve vergadering (Staatsdoema en Federatieraad) · 
San Marino: Consiglio Grande e Generale · 
Servië: Narodna skupština · 
Slowakije: Národná Rada · 
Slovenië: Državni Zbor en Državni Svet · 
Spanje: Cortes Generales (Senado en Congreso de los Diputados) · 
Transnistrië: Opperste Sovjet · 
Tsjechië: Parlament (Senaat en Kamer van Afgevaardigden) · 
Turkije: Meclis · 
Verenigd Koninkrijk: Parliament (House of Commons en House of Lords) · 
Wit-Rusland: Nationale Vergadering (Huis van Afgevaardigden en Raad van de Republiek) · 
Zuid-Ossetië: Parlement · 
Zweden: Riksdag · 
Zwitserland: Bondsvergadering (Nationale Raad en Kantonsraad)
Cursief: wijst op een niet of slechts deels erkende staat